# Glen Jobe Jr.
Glen Rea Jobe junior (* 5. März 1951 in Stockton, Kalifornien) ist ein ehemaliger US-amerikanischer Biathlet.
Jobe war in den Jahren 1971 und 1972 als alpiner Skirennläufer aktiv und wechselte in der Wintersaison 1972/73 zum Skilanglauf, später zum Biathlon. Als Biathlet nahm er an den Olympischen Winterspielen 1980 in Lake Placid teil. Im Einzelrennen über 20 Kilometer erreichte er Platz 38. Ein Jahr später wurde er US-amerikanischer Meister über die gleiche Distanz.
Jobe gründete die Skisportzentren in Kirkwood und Tahoe Donner. Außerdem arbeitete er als Trainer im Juniorenbereich und Skilehrer im Northstar Resort.